# Davey Grant
David Jeremy Grant (Darlington, Condado de Durham, Inglaterra, 18 de diciembre de 1985) es un artista marcial mixto británico que compite en la división de peso gallo de Ultimate Fighting Championship. Fue uno de los miembros del reparto de TUF 18 The Ultimate Fighter: Team Rousey vs. Team Tate, programa de la serie de televisión UFC.

## Primeros años
Comenzó a entrenar kickboxing a los 14 años y retomó el grappling más adelante, donde tuvo su primer combate amateur a los 15 años. Junto con el entrenamiento de MMA, también jugó al fútbol y al rugby durante su adolescencia. Decidió tomárselo en serio a los 21 años, cuando decidió ser un luchador profesional después de ganar un combate sólo para demostrar a sus amigos que había entrenado en MMA.

Estaba viendo una pelea con mis compañeros y les dije que yo lo hacía. Nadie me creyó porque no soy el tipo de persona que se mete en peleas, sólo me gusta llevarme bien con la gente y reírme.

Fue elegido en el TUF 18 The Ultimate Fighter: Team Rousey vs. Team Tate, programa de la serie UFC TV emitido en BT Sport en el Reino Unido en 2013. Llegó a la final de TUF 18 y, a pesar de la derrota ante Chris Holdsworth, fue contratado por UFC.

## Carrera de artes marciales mixtas

### Carrera temprana
Disputó todos sus combates primarios en el circuito inglés, donde acumuló un récord de 9-1 antes de fichar por la UFC.

### The Ultimate Fighter 18
Fue seleccionado como uno de los integrantes del reparto de The Ultimate Fighter: Team Rousey vs. Team Tate, bajo el equipo de Ronda Rousey en septiembre de 2013.
En el combate preliminar que precedió al torneo, se enfrentó a Danny Martinez a quien derrotó por sumisión en el segundo asalto. En la ronda de eliminación, derrotó a Louis Fisette por sumisión en el segundo asalto. Estaba previsto que se enfrentara a Anthony Gutiérrez. Sin embargo, Gutiérrez no alcanzó el peso y fue expulsado del programa y avanzó a la final enfrentándose a Chris Holdsworth en The Ultimate Fighter 18 Finale.

### Ultimate Fighting Championship
Debutó en la UFC el 30 de noviembre de 2013 en The Ultimate Fighter: Team Rousey vs. Team Tate Finale contra Chris Holdsworth para coronar al ganador de peso gallo de The Ultimate Fighter 18. Perdió el combate por sumisión en el segundo asalto.
Estaba programado para enfrentarse a Roland Delorme en UFC Fight Night: Gustafsson vs. Manuwa, pero el combate fue cancelado tras el pesaje del día anterior al evento debido a que sufrió una rotura de menisco. En una entrevista expresó su decepción por no poder disputar el combate ante su público:

Estoy desolado por no poder luchar esta noche, tenía muchas ganas de ofrecer un gran espectáculo ante los aficionados en el O2, pero estaré en el estadio para mostrar mi apoyo a todos los luchadores ingleses de la cartelera.

Tras un paréntesis de 25 meses sin competir, después de su debut en la UFC, debido a distintas lesiones en las rodillas, el tobillo y la espalda, se enfrentó a Marlon Vera el 27 de febrero de 2016 en UFC Fight Night: Silva vs. Bisping. Ganó el combate por decisión unánime.
Se enfrentó a Damian Stasiak el 8 de octubre de 2016 en UFC 204. Perdió el combate por sumisión en el tercer asalto. Grant y Stasiak sintieron la fisura del brazo de Grant dos veces durante la sumisión, y Grant dijo en su entrevista posterior a la pelea:

Creo que mi brazo podría estar roto. Sentí que se quebraba cuando estaba en el armbar, pero no quería golpear, significaba demasiado.

Tras un parón de 18 meses, estaba programado para enfrentarse a Manny Bermúdez el 27 de mayo de 2018 en UFC Fight Night: Thompson vs. Till. Sin embargo, se retiró del combate después de que se le diagnosticara una infección por estafilococos, y el combate se canceló. El emparejamiento quedó intacto y tuvo lugar el 22 de julio de 2018 en UFC Fight Night: Shogun vs. Smith. Perdió el combate por sumisión en el.
Se enfrentó a Grigory Popov el 9 de noviembre de 2019 en UFC Fight Night: Magomedsharipov vs. Kattar. Ganó el combate por decisión dividida.
Se esperaba que se enfrentara a Louis Smolka el 28 de marzo de 2020 en UFC on ESPN: Ngannou vs. Rozenstruik. Debido a la pandemia de COVID-19 el evento fue finalmente pospuesto.
Se enfrentó a Martin Day el 11 de julio de 2020 en UFC 251. Ganó el combate por KO en el tercer asalto. Esta victoria le valió el premio a la Actuación de la Noche.
Se enfrentó a Jonathan Martinez el 13 de marzo de 2021 en UFC Fight Night: Edwards vs. Muhammad. Ganó el combate por KO en el segundo asalto. Esta victoria le valió el premio a la Actuación de la Noche.
Se enfrentó a Marlon Vera el 19 de junio de 2021 en UFC on ESPN: The Korean Zombie vs. Ige. Perdió el combate por decisión unánime. Este combate le valió el premio a la Pelea de la Noche.
Se enfrentó a Adrian Yanez el 20 de noviembre de 2021 en UFC Fight Night: Vieira vs. Tate. Perdió el combate por decisión dividida. 12 de 12 puntuaciones de los medios de comunicación se lo dieron a Yanez. Este combate le valió el premio a la Pelea de la Noche.
Se enfrentó a Louis Smolka el 14 de mayo de 2022 en UFC on ESPN: Błachowicz vs. Rakić. Ganó el combate por KO en el tercer asalto.

## Vida personal
Él y su esposa Sherrie tienen dos hijos y una hija.

## Campeonatos y logros

### Artes marciales mixtas
- Ultimate Fighting Championship
  - Actuación de la Noche (dos veces) vs. Martin Day ay Jonathan Martinez[37][40]
  - Pelea de la Noche (dos veces) vs. Marlon Vera y Adrian Yanez[43][47]

## Récord en artes marciales mixtas
| Resultado | Récord | Oponente          | Método                                     | Evento                                                 | Fecha                   | Ronda | Tiempo | Localización          | Notas                                                      |
| --------- | ------ | ----------------- | ------------------------------------------ | ------------------------------------------------------ | ----------------------- | ----- | ------ | --------------------- | ---------------------------------------------------------- |
| Victoria  | 14-6   | Louis Smolka      | KO (puñetazos)                             | UFC on ESPN: Błachowicz vs. Rakić                      | 14 de mayo de 2022      | 3     | 0:49   | Las Vegas, Nevada     |                                                            |
| Derrota   | 13-6   | Adrian Yanez      | Decisión (dividida)                        | UFC Fight Night: Vieira vs. Tate                       | 20 de noviembre de 2021 | 3     | 5:00   | Las Vegas, Nevada     | Pelea de la Noche.                                         |
| Derrota   | 13-5   | Marlon Vera       | Decisión (unánime)                         | UFC on ESPN: The Korean Zombie vs. Ige                 | 19 de junio de 2021     | 3     | 5:00   | Las Vegas, Nevada     | Pelea de la Noche.                                         |
| Victoria  | 13-4   | Jonathan Martinez | KO (puñetazo)                              | UFC Fight Night: Edwards vs. Muhammad                  | 13 de marzo de 2021     | 2     | 3:03   | Las Vegas, Nevada     | Actuación de la Noche.                                     |
| Victoria  | 12-4   | Martin Day        | KO (puñetazo)                              | UFC 251                                                | 12 de julio de 2020     | 3     | 2:38   | Abu Dhabi             | Actuación de la Noche.                                     |
| Victoria  | 11-4   | Grigorii Popov    | Decisión (dividida)                        | UFC Fight Night: Magomedsharipov vs. Kattar            | 9 de noviembre de 2019  | 3     | 5:00   | Moscú                 |                                                            |
| Derrota   | 10-4   | Manny Bermudez    | Sumisión (estrangulamiento por triángulo)  | UFC Fight Night: Shogun vs. Smith                      | 22 de julio de 2018     | 1     | 0:59   | Hamburgo              |                                                            |
| Derrota   | 10-3   | Damian Stasiak    | Sumisión (barra de brazo)                  | UFC 204                                                | 8 de octubre de 2016    | 3     | 3:56   | Mánchester            |                                                            |
| Victoria  | 10-2   | Marlon Vera       | Decisión (unánime)                         | UFC Fight Night: Silva vs. Bisping                     | 27 de febrero de 2016   | 3     | 5:00   | Londres               |                                                            |
| Derrota   | 9-2    | Chris Holdsworth  | Sumisión (estrangulamiento por detrás)     | The Ultimate Fighter: Team Rousey vs. Team Tate Finale | 30 de noviembre de 2013 | 2     | 2:10   | Las Vegas, Nevada     | Final del torneo de peso gallo de The Ultimate Fighter 18. |
| Victoria  | 9-1    | Danny Welsh       | Sumisión (estrangulamiento por detrás)     | M4tC 7                                                 | 13 de octubre de 2012   | 1     | 1:54   | Sunderland            |                                                            |
| Victoria  | 8-1    | James Pennington  | Sumisión (estrangulamiento por guillotina) | Shock n Awe 11                                         | 14 de julio de 2012     | 1     | 3:59   | Portsmouth            | Ganó el Campeonato de Peso Gallo de la SNA.                |
| Victoria  | 7-1    | Rob Bunford       | TKO (puñetazos)                            | Total Combat 46                                        | 10 de marzo de 2012     | 1     | 1:01   | Spennymoor            |                                                            |
| Victoria  | 6-1    | Luke Dixon        | Sumisión (estrangulamiento por detrás)     | Total Combat 44                                        | 19 de noviembre de 2011 | 1     | 2:11   | Sunderland            |                                                            |
| Victoria  | 5-1    | Mark Aldridge     | Sumisión (estrangulamiento por detrás)     | Total Combat 41                                        | 16 de julio de 2011     | 1     | 1:12   | Sunderland            |                                                            |
| Victoria  | 4-1    | Declan Williams   | Sumisión (estrangulamiento por detrás)     | Total Combat 39                                        | 12 de marzo de 2011     | 2     | 1:13   | Spennymoor            |                                                            |
| Victoria  | 3-1    | Mark Platts       | Sumisión (estrangulamiento por guillotina) | Total Combat 30                                        | 13 de noviembre de 2010 | 2     | 2:27   | Sunderland            |                                                            |
| Victoria  | 2-1    | Nathan Thompson   | Sumisión (estrangulamiento por guillotina) | Total Combat 37                                        | 13 de noviembre de 2010 | 1     | 1:17   | Sunderland            |                                                            |
| Derrota   | 1-1    | Dale Dargan       | Sumisión (barra de brazo)                  | Total Combat 30                                        | 18 de julio de 2009     | 1     | 3:53   | Sunderland            |                                                            |
| Victoria  | 1-0    | Gary Conlon       | Sumisión (estrangulamiento por triángulo)  | Goshin Ryu 27                                          | 29 de noviembre de 2008 | 1     | 1:00   | Bandera de Inglaterra |                                                            |